# 滙豐中心

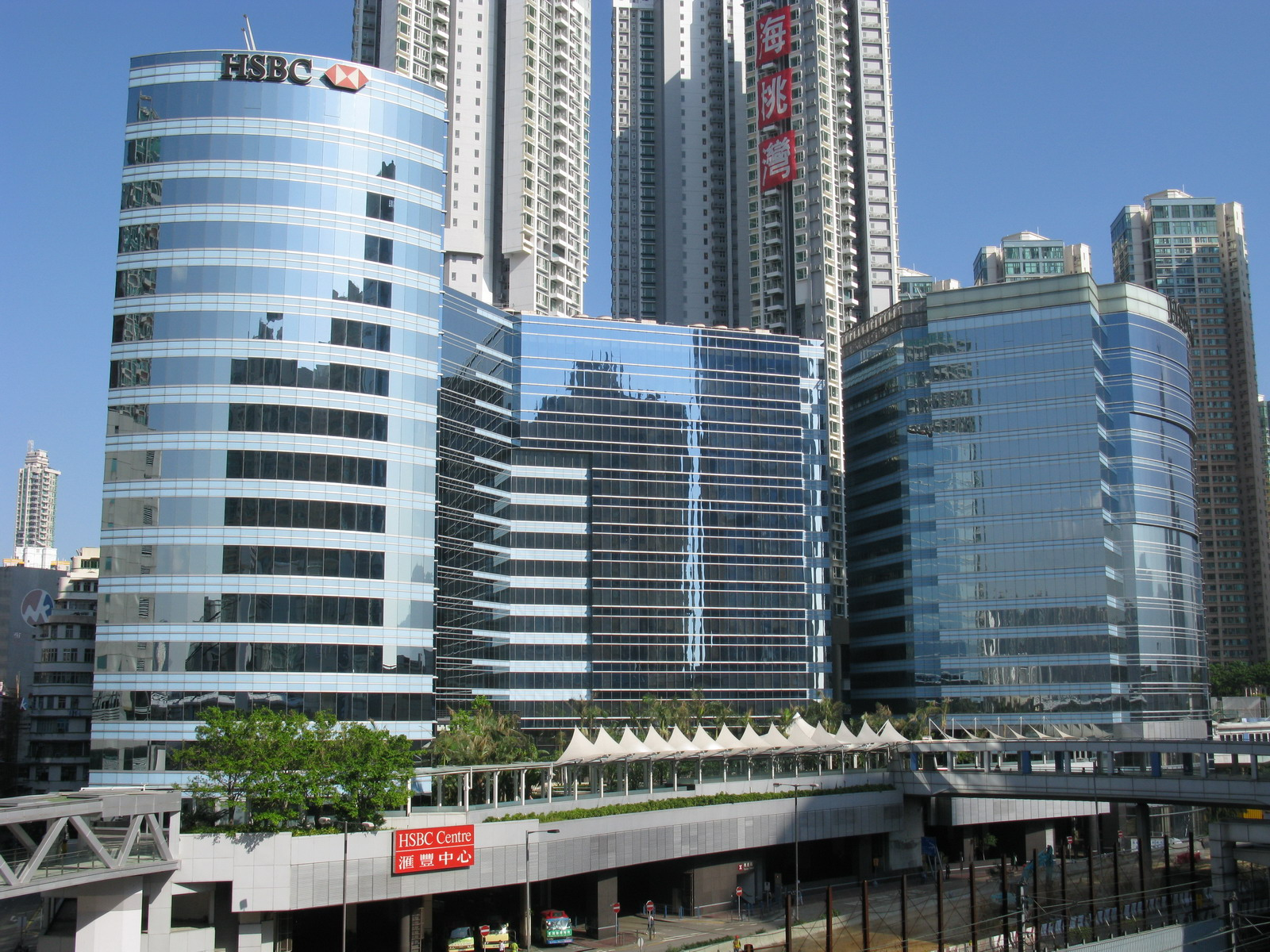
滙豐中心

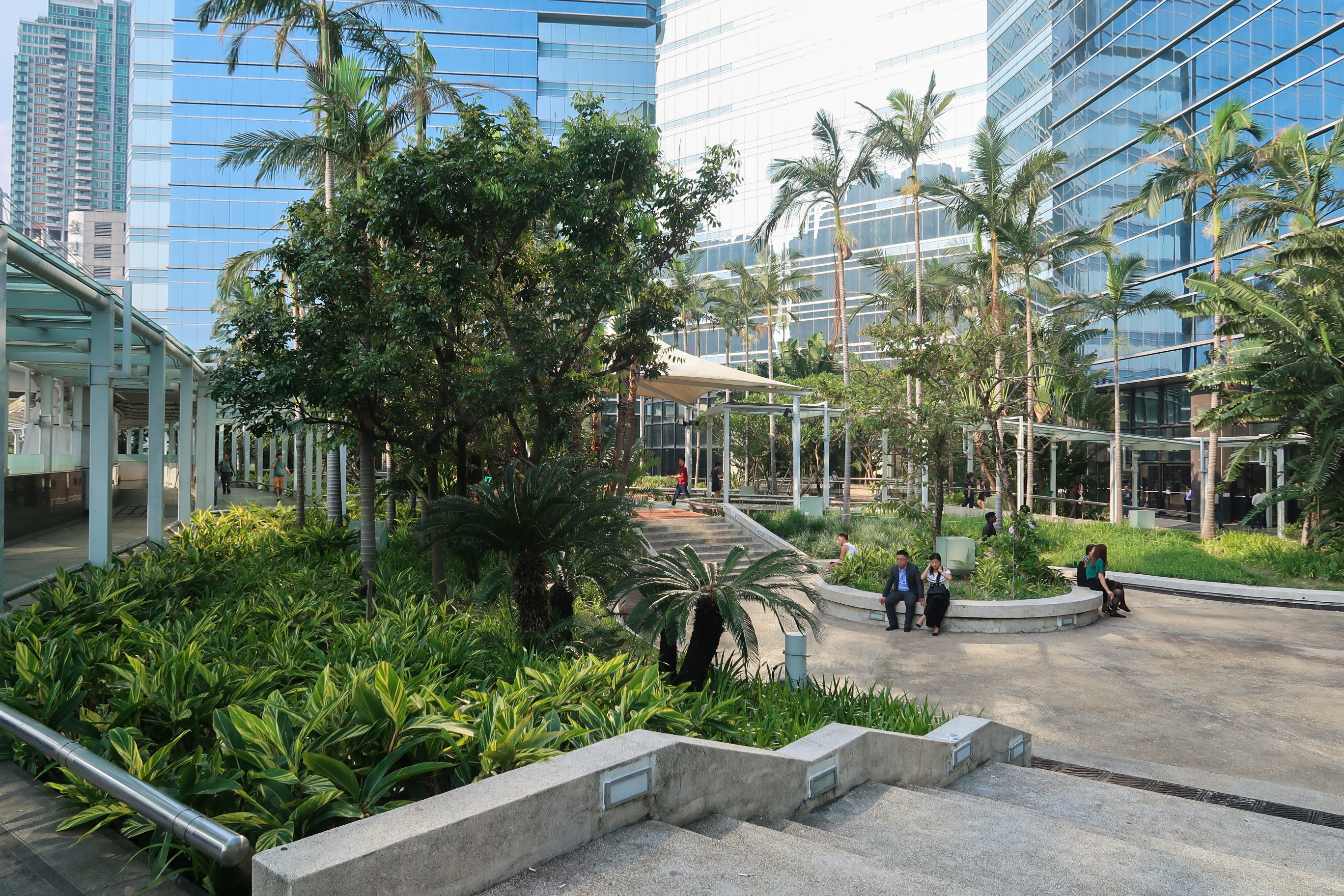
滙豐中心公共休憩空間

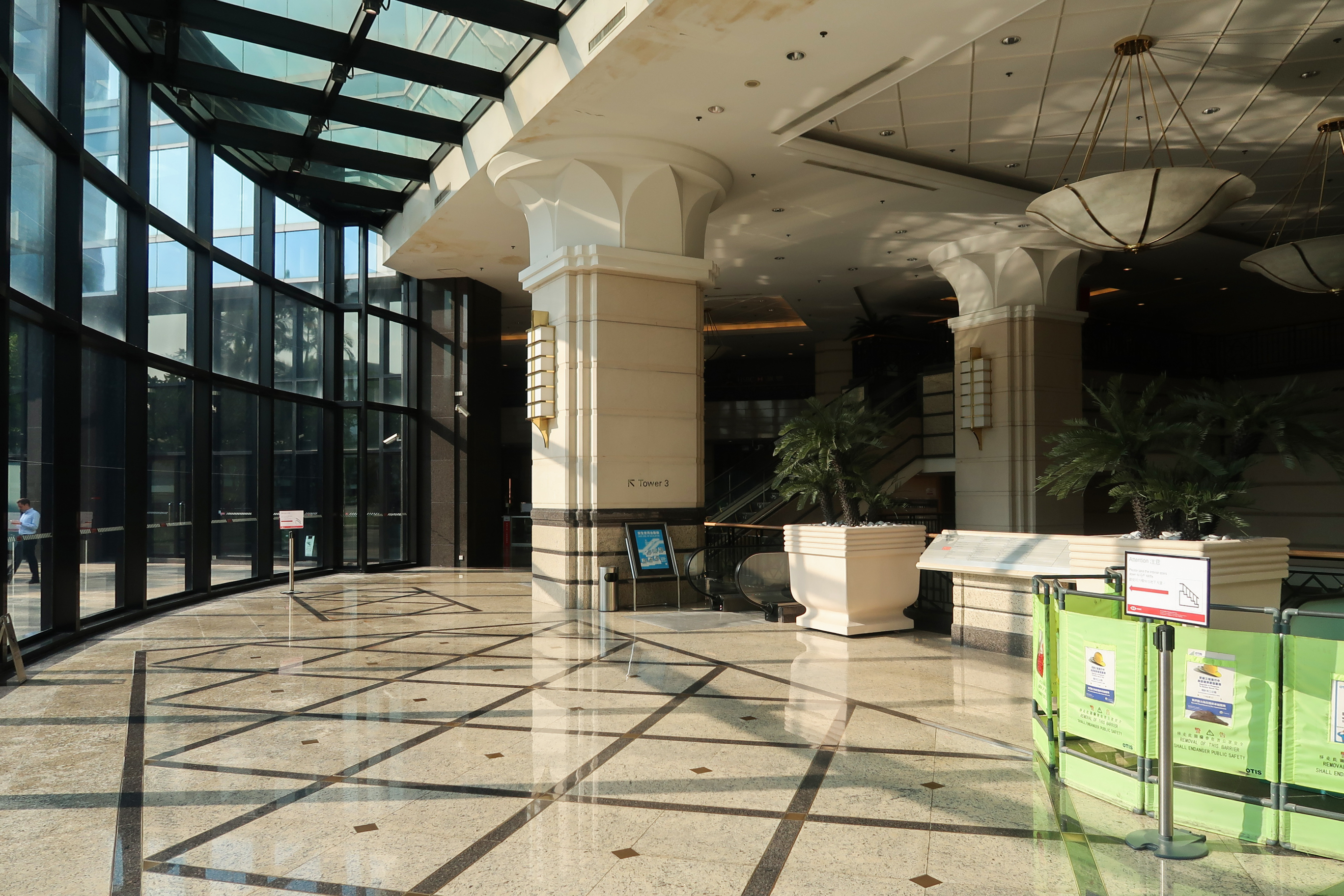
滙豐中心大堂

滙豐中心（英文：HSBC Centre），是香港西九龍大角咀的寫字樓建築群，於1999年落成，共三座，屬於港鐵東涌綫奧運站物業發展計劃第一期。
滙豐中心原址為大角咀碼頭巴士總站，1998年，發展商信和集團將該寫字樓（初名奧運中心，英文是Olympian Centre）以40億港元出售予香港上海滙豐銀行作為後勤總部及把部份原旺角分行業務遷入，因而命名為滙豐中心。

## 詳細資料
- 地址：九龍大角咀深旺道1號
- 落成年份：1999年4月
- 承建商：保華德祥建築集團有限公司[1]
- 座數：3座
- 層數：18層
- 樓面面積：辦公室83,000平方米，商舖1,900平方米

## 樓層分布
- 地下：奧運站公共運輸交匯處、港鐵奧運站B、C出入口及大堂
- 高層地下（UG/F）：第一座大堂入口、第二座大堂入口、第三座大堂入口、香港上海滙豐銀行滙豐中心分行、滙豐職員專用食堂、滙豐職員專用Pacific Coffee、滙豐職員專用診所、滙豐職員專用健身室、專為滙豐職員子女而設的幼兒園、兩條通往奧運站的行人天橋、一條通往君滙港至深旺道及海輝道交界的行人天橋及行人通道
- 2樓至18樓：香港上海滙豐銀行各後勤部門

## 外部參考
- 滙豐中心地圖 （页面存档备份，存于）